# Sotalia
Sotalia  — рід морських ссавців родини дельфінових.

## Види
- Sotalia fluviatilis (Gervais & Deville, 1853) — Тукуксі
- Sotalia guianensis (van Bénéden, 1864) — Костеро

## Поширення
Представники цього роду зустрічаються вздовж Атлантичного і Карибського узбережжя Центральної та Південної Америки, а також в річці Амазонці і більшості її приток. 